# Children of Steel (Альбом Edguy)
Children of Steel, виданий у 1994 році, демо запис німецького павер-метал гурту Edguy.

## Список композицій
1. "Final Gate" (6:12)
2. "Children of Steel" (4:07)
3. "Jester of the Night" (5:47)
4. "Loser" (6:06)
5. "Das Reh" (2:28)

## Учасники
- Тобіас Саммет - вокал, клавішні, бас-гітара
- Йенс Людвіг - гітара
- Дірк Зауер - гітара
- Домінік Шторх - ударні